# Johan Ramström (tonsättare)
Björn Johan Anders Ramström, född 19 januari 1965 i Strängnäs, är en svensk tonsättare.
Ramström har studerat komposition för Anders Nilsson vid Birkagårdens folkhögskola i Stockholm och för Jan Sandström vid Musikhögskolan i Piteå. Han är universitetsadjunkt i komposition vid samma högskola sedan 2008.
Bland Johan Ramströms kammarmusikverk kan nämnas Madonna della misericordia för klarinett och stråkkvartett (2004) samt stråkkvartetten Acta Lapponica (2007/2008). Han har också skrivit orkestermusik, elektroakustisk musik och filmmusik, samt skapat egna kortfilmer.

## Filmmusik
- 1999 – Avrättningen
- 2002 – K-G i nöd och lust
- 2002 – Paradiset
- 2003 – Gömd i tiden
- 2003 – Jag reder mig nog
- 2003 – Min skäggiga mamma
- 2005 – Parasiten
- 2007 – Tills döden skiljer oss åt
- 2008 – Nattens häxor
- 2014 – Jag stannar tiden